# Jessica Romero Tinoco
Jessica Gabriela Romero Tinoco (4 de julio de 1998) es una deportista mexicana que compite en triatlón. Ganó dos medallas en el Campeonato Panamericano de Triatlón, bronce en 2017 y plata en 2019.

## Palmarés internacional
| Campeonato Panamericano | Campeonato Panamericano   | Campeonato Panamericano | Campeonato Panamericano |
| Año                     | Lugar                     | Medalla                 | Prueba                  |
| ----------------------- | ------------------------- | ----------------------- | ----------------------- |
| 2017                    | Sarasota (Estados Unidos) | Medalla de bronce       | Relevo mixto            |
| 2019                    | Monterrey (México)        | Medalla de plata        | Relevo mixto            |